# Osberno
Osberno é um personagem histórico associado ao cerco de Lisboa em 1147, em que a cidade foi conquistada aos mouros pelo rei Afonso Henriques. O rei português recebeu a ajuda decisiva de um grande contingente de cruzados do norte da Europa que participavam da Segunda Cruzada, e depois da captura de Lisboa foi escrita uma carta, chamada atualmente De expugnatione Lyxbonensi, a qual narra com muitos detalhes a história do cerco. A narração associada a Osberno, assim como outra carta mais curta do cruzado Arnulfo, são excepcionais como registros contemporâneos desse evento essencial da história das cruzadas e da Reconquista cristã na Península Ibérica.
A carta começa com uma fórmula abreviada de saudação: Osb. de Baldr. R. salutem. As ambiguidades do latim medieval fazem com que seja difícil saber quem foi o autor e quem o destinatário. Tradicionalmente a carta é atribuída a Osb. de Baldr. e é dirigida a R.; porém também é possível que tenha sido escrita por R. e dirigida a Osb.  Este Osb. é justamente Osberno (ou Osberto) de Bawdsey (Suffolk, na Inglaterra). R. é identificado por alguns como um presbítero inglês chamado Raul. A qualidade do latim da carta e as referências eruditas religiosas indicam que o autor era um religioso culto.
A narração associada a Osberno, de imenso valor histórico, faz parte do Códice 470 da Biblioteca do colégio do Corpo de Cristo, da Universidade de Cambridge e está adaptada para português moderno em várias edições.